# Zombie Powder
Zombie Powder (яп. ゾンビパウダー дзомби пауда:, англ. «Порошок зомби») — первая и неоконченная манга Тайто Кубо, более известного благодаря Bleach. Zombie Powder называют предшественником знаменитого Bleach. Эта манга выходила с 1999 по 2000 год в журнале Shonen Jump, после чего издание было прекращено по неизвестной причине — вероятно, из-за низкой популярности. В Северной Америке лицензирована компанией VIZ Media и на фоне Bleach обрела определенную популярность. Второй том находился в списке ста самых продаваемых комиксов под Рождество 2006 года.
Большинство персонажей являются «охотниками за порошком», которые ищут легендарный «Порошок зомби». Он может воскрешать мёртвых и делать людей бессмертными, как философский камень.

## Персонажи
Гамма Акутаби (яп. 芥火完真（ガンマ） акутаби гамма) — главный герой, двадцатидвухлетний охотник за порошком. «Типичный человек-монстр, вынужденный сдерживать свои силы до последнего, чтобы не уничтожить всё под корень». Он мастерски владеет техникой Карин Дзандзюцу (яп. 火輪斬術 Karin Zanjutsu, «Искусство разрубания огненного кольца»), пришедшей в Востока. За 2000-ю историю существования этой техники лишь 15 человек смогли её выучить, причем на изучение требуется потратить в среднем 32 года, а Гамма справился за четыре. Он старается добыть Порошок зомби, чтобы получить бессмертие (по неизвестной причине).
Джон Элвуд Шепард (яп. ジョン・エルウッド・シェパード дзён эру:ддо сэпа:до) — маленький вор-карманник, сражающийся ножами. У его семьи был собственный магазин, уничтоженный бандой преступников. Элвуд сам присоединился к шайке разбойников «Серые муравьи», чтобы заработать денег на лечение своей сестры Шерил Энн. После того, как лидер разбойников убил сестру, Элвуд покинул шайку и отправился за Порошком зомби, чтобы воскресить её.
C.T. Смит (яп. Ｃ．Ｔ．スミス C.T. сумису) — загадочный мужчина неизвестного возраста, одетый, как лондонский банкир; партнёр Гаммы Акутаби. Не раскрывается, зачем ему нужен Порошок зомби.
Вулфина (яп. ウルフィーナ уруфи:на) — или Вулфгангина Лалла Джетто (яп. ウルフギャンギーナ・ララ・ジェット уруфганги:на рара дзэтто)журналистка, которая пишет статьи о преступниках и разрушила карьеру многих из них. Она старается спасти своего брата Эмилио.
Шерил Энн Шепард (яп. シェリル・アン・シェパード) — старшая сестра Элвуда.
Эмилио Луфас Джетто (яп. エミリオ・ルーファス・ジェット) — младший брат Вулфины.

## Список глав манги
| № | Оригинальное издание | Оригинальное издание | На английском языке                                                                 | На английском языке                                                                 |
| № | Дата публикации | ISBN | Дата публикации                                                                     | ISBN                                                                                |
| --- | --- | --- | ----------------------------------------------------------------------------------- | ----------------------------------------------------------------------------------- |
| 1 | Февраль 2000 г. | ISBN 4-08-872828-9 | 5 сентября 2006 г.                                                                  | ISBN 1-42150-152-X                                                                  |
| - track.1/ THE YOUNG BOY AND THE BLACK RIGHT ARM - track.2/ BAPTISM BY FIRE - track.3/ C.T. SMITH - track.4/ shakin' edges& smokin' barrels - TRACK.5/face behind the mask. - track.6/ Deceiving Jet Joe - track.7/ BLACKFIRED.                                                      | - track.1/ THE YOUNG BOY AND THE BLACK RIGHT ARM - track.2/ BAPTISM BY FIRE - track.3/ C.T. SMITH - track.4/ shakin' edges& smokin' barrels - TRACK.5/face behind the mask. - track.6/ Deceiving Jet Joe - track.7/ BLACKFIRED.                                                      | - track.1/ THE YOUNG BOY AND THE BLACK RIGHT ARM - track.2/ BAPTISM BY FIRE - track.3/ C.T. SMITH - track.4/ shakin' edges& smokin' barrels - TRACK.5/face behind the mask. - track.6/ Deceiving Jet Joe - track.7/ BLACKFIRED.                                                      | Название тома - D.I.B.A. (Death In a Black Arm) Персонаж на обложке - Гамма         | Название тома - D.I.B.A. (Death In a Black Arm) Персонаж на обложке - Гамма         |
| 2 | Апрель 2000 г. | ISBN 4-08-872852-1 | 5 декабря 2006 г.                                                                   | ISBN 1-42150-153-8                                                                  |
| - track.8/ Search & Bangaway - track.9/ Tripod of Justice - track.10/ WOLFINA (Has No Lips for Tell You) - track.11/ ROCKER&MYSTIC - track.12/ The Ring Of The Dead (My Love Feeds On You) - track.13/ The Birdcage Evergreen - track.14/ killercircus.                              | - track.8/ Search & Bangaway - track.9/ Tripod of Justice - track.10/ WOLFINA (Has No Lips for Tell You) - track.11/ ROCKER&MYSTIC - track.12/ The Ring Of The Dead (My Love Feeds On You) - track.13/ The Birdcage Evergreen - track.14/ killercircus.                              | - track.8/ Search & Bangaway - track.9/ Tripod of Justice - track.10/ WOLFINA (Has No Lips for Tell You) - track.11/ ROCKER&MYSTIC - track.12/ The Ring Of The Dead (My Love Feeds On You) - track.13/ The Birdcage Evergreen - track.14/ killercircus.                              | Название тома - Can't Kiss The Ring (Of The Dead.) Персонаж на обложке - C.T. Смит  | Название тома - Can't Kiss The Ring (Of The Dead.) Персонаж на обложке - C.T. Смит  |
| 3 | Июнь 2000 г. | ISBN 4-08-872877-7 | 6 марта 2007 г.                                                                     | ISBN 1-42151-121-5                                                                  |
| - track.15/ DIVISIONS. - track.16/ FLAMEDIVER. - Track.17/ The Hyena is calling (Craze & Triggerhappy) - track.18/ Birdcage Evergreen X append selfdemonizer mix. - track.19/ excoriated the Black Butterfly - track.20/ Can't Howl My Innerjesus. - track.21/ No Hesitate, No Fear. | - track.15/ DIVISIONS. - track.16/ FLAMEDIVER. - Track.17/ The Hyena is calling (Craze & Triggerhappy) - track.18/ Birdcage Evergreen X append selfdemonizer mix. - track.19/ excoriated the Black Butterfly - track.20/ Can't Howl My Innerjesus. - track.21/ No Hesitate, No Fear. | - track.15/ DIVISIONS. - track.16/ FLAMEDIVER. - Track.17/ The Hyena is calling (Craze & Triggerhappy) - track.18/ Birdcage Evergreen X append selfdemonizer mix. - track.19/ excoriated the Black Butterfly - track.20/ Can't Howl My Innerjesus. - track.21/ No Hesitate, No Fear. | Название тома - Pierce Me Standing<In The Firegarden> Персонаж на обложке - Элвуд   | Название тома - Pierce Me Standing<In The Firegarden> Персонаж на обложке - Элвуд   |
| 4 | Август 2000 г. | ISBN 4-08-872897-1 | 5 июня 2007 г.                                                                      | ISBN 1-42151-122-3                                                                  |
| - track.22/ lay your heart on me. - TRACK.23/ CageBreaker3 - track.24/But still livin' under the Sky. - Zombiepowdersnow. - track.25/ BADFINGER:BITCHANGEL - track.26/beLIEve. - track for cut down/the nameless way - zombiepowderextra./sleeping with vertigo.                     | - track.22/ lay your heart on me. - TRACK.23/ CageBreaker3 - track.24/But still livin' under the Sky. - Zombiepowdersnow. - track.25/ BADFINGER:BITCHANGEL - track.26/beLIEve. - track for cut down/the nameless way - zombiepowderextra./sleeping with vertigo.                     | - track.22/ lay your heart on me. - TRACK.23/ CageBreaker3 - track.24/But still livin' under the Sky. - Zombiepowdersnow. - track.25/ BADFINGER:BITCHANGEL - track.26/beLIEve. - track for cut down/the nameless way - zombiepowderextra./sleeping with vertigo.                     | Название тома - Walk This Nameless Way/Like a ZOMBIE/ Персонаж на обложке - Вулфина | Название тома - Walk This Nameless Way/Like a ZOMBIE/ Персонаж на обложке - Вулфина |